# Barbara Parkins
Barbara Parkins (ur. 22 maja 1942 w Vancouverze) – kanadyjska aktorka telewizyjna i filmowa, piosenkarka, tancerka i fotografka.

## Życiorys

### Wczesne lata
Jako niemowlę została adoptowana przez zamożną rodzinę Parkins. Od najmłodszych lat pobierała lekcje tańca i śpiewu. W 1958 roku dostała angaż w Vancouver Ballet Company. W wieku szesnastu lat, przeniosła się z matką do Los Angeles, gdzie rozpoczęła naukę w prestiżowej Hollywood High School i zaczęła studiować aktorstwo. Uczęszczała także na lekcje baletu w Falcon School, gdzie jej matka grała na fortepianie. We wczesnych latach zatrudniona była jako piosenkarka i tancerka w klubie, gdzie występowały największe gwiazdy, w tym komik George Burns. Pracowała także jako modelka, a w międzyczasie brała udział w licznych castingach.

### Kariera
Debiutowała niewielką rolą licealistki w niskobudżetowym dramacie 20 tysięcy oczu (20,000 Eyes, 1961) u boku Gene Nelsona i Jamesa Browna, a także gościła na małym ekranie w wielu serialach telewizyjnych, w tym ABC Nietykalni (The Untouchables, 1961), CBS Perry Mason (1962), NBC Doktor Kildare (Dr. Kildare, 1962) i NBC Elza z afrykańskiego buszu (Born Free, 1974). Popularność przyniosła jej rola demonicznej Betty Anderson w operze mydlanej ABC Peyton Place (1964-69). Zdobyła grono fanów, krytycy również docenili jej rolę przyznając jej nominację do nagrody Emmy. Potem wystąpiła jako Anne Welles w dramacie Marka Robsona Dolina lalek (Valley of the Dolls, 1967) z Patty Duke, Sharon Tate, Susan Hayward i Lee Grant, a następnie w dramacie sensacyjnym Lalka na łańcuchu (Puppet on a Chain, 1971).
Odrzuciła główne role w dramacie Sydneya Pollacka Czyż nie dobija się koni? (They Shoot Horses, Don't They?, 1969) i melodramacie Arthura Hillera Love Story (1970). Następnie można ją było dostrzec w serialach: ABC Vega$ (1980), ABC Fantastyczna wyspa (Fantasy Island, 1980), ABC Hotel (1983) i Statek miłości (The Love Boat, 1984), CBS Gliniarz i prokurator (Jake and the Fatman, 1988) i CBS Diagnoza morderstwo (Diagnosis: Murder, 1989) i CBS Gdzie diabeł mówi dobranoc (Picket Fences, 1996). Użyczyła także głosu matce Box w serialu animowanym Superman (Superman: The Animated Series, 1998).